# PDS 110
PDS 110 és una estrella jove de magnitud 11 situada a uns 1,090 anys llum (335 pc) de distància a la constel·lació d'Orió. El 2017, es va descobrir que l'estrella està orbitada per un exoplaneta o una nana marró amb un disc de pols al seu voltant.

## Descripció
PDS 110 és una estrella jove que encara s'acosta a la seqüència principal. S'ha classificat com una estrella T Tauri, o com una estrella preseqüència principal. Les línies d'emissió indicatives d'una classificació T Tauri són una mica més febles que una típica estrella T Tauri, interpretada com una etapa posterior a T Tauri.

## Disc de pols al voltant de l'objecte secundari
| Companya (per ordre des de l'estrella) | Massa     | Semieix major (ua) | Període orbital (dies) | Excentricitat | Inclinació | Radi |
| -------------------------------------- | --------- | ------------------ | ---------------------- | ------------- | ---------- | ---- |
| b                                      | 1.8-70 MJ | 2                  | 808 ± 2                | —             | —          | —    |

Les mesures de lluminositat de SuperWASP i KELT van mostrar dues reduccions similars de brillantor al novembre de 2008 i gener de 2011, ambdues amb una reducció màxima de la lluminositat del 30% i una durada de 25 dies. Aquests esdeveniments es van interpretar com a trànsits d'una estructura amb un període de 808 ± 2 dies, corresponent a una distància orbital d'unes 2 UA. La gran reducció de la brillantor podria haver-se produït a causa d'un planeta o nana marró amb un disc circumsecundari de pols amb un radi de 0,3 ua al voltant d'un objecte central amb una massa entre 1,8 i 70 vegades la massa de Júpiter. Es va preveure un altre trànsit per al setembre de 2017, però no es va veure res semblant als fets anteriors, descartant un esdeveniment periòdic.